# Evermannellidae
Los Evermannellidae son una familia de peces marinos incluida en el orden Aulopiformes, distribuidos por todos los océanos del mundo en áreas tropicales y subtropicales. Su nombre fue puesto en honor de Evermann, un investigador de la fauna.
Longitud máxima del cuerpo unos 18 cm; cabeza y cuerpo normalmente sin escamas; cola mostrando tres bandas distintas de tejido muscular; lengua sin dientes, con los primeros dientes del palatino muy alargados por sus hábitos depredadores; normalmente con grandes ojos tubulares.
Aleta dorsal con 10-13 radios, aleta anal con 26-37 radios y aletas pectorales con 11-13 radios; no tienen vejiga natatoria.

## Géneros y especies
Existen 8 especies agrupadas en 3 géneros:
- Género Coccorella (Roule, 1929)
  - Coccorella atlantica (Parr, 1928)
  - Coccorella atrata (Alcock, 1894)
- Género Evermannella (Fowler, 1901)
  - Evermannella ahlstromi (Johnson y Glodek, 1975)
  - Evermannella balbo (Risso, 1820)
  - Evermannella indica (Brauer, 1906)
  - Evermannella megalops (Johnson y Glodek, 1975)
  - Evermannella melanoderma (Parr, 1928)
- Género Odontostomops (Fowler, 1934)
  - Odontostomops normalops (Parr, 1928)